# すこやか介護
すこやか介護（すこやかかいご）は、2005年4月から全国放送されている企画ネット番組である。
全国的にも珍しく、AM局12局と東京のコミュニティFM局2局でネットされている。

## 概要
- 実質的な基幹局は静岡放送。
- AM局では2007年以降、毎年1月最初は、静岡放送制作の「すこやか介護」（ヤマシタコーポレーションの社長・山下一平と中村こずえの対談）が放送される。

## 参加放送局
- 2013年4月現在
- すべての参加放送局がワイド番組内で放送。特別番組等で休止の場合、放送時間を変更し、単独番組として放送する場合がある。

| 放送地域                         | 放送局         | 放送時間                | 内包番組                                 | 備考           |
| -------------------------------- | -------------- | ----------------------- | ---------------------------------------- | -------------- |
| 栃木県                           | 栃木放送       | 毎週火曜日10:30 - 10:39 | ラジっちゃう?                            |                |
| 茨城県                           | 茨城放送       | 毎週金曜日10:05 - 10:14 | HAPPYパンチ!                             |                |
| 神奈川県・東京都・千葉県・埼玉県 | ラジオ日本     | 毎週木曜日10:15 - 10:25 | 峰竜太のミネスタ                         | 2007年4月開始  |
| 長野県                           | 信越放送       | 毎週月曜日9:45 - 9:54   | 坂ちゃんのずくだせえぶりでい             |                |
| 山梨県                           | 山梨放送       | 毎週火曜日10:35 - 10:45 | ラララ♪モーニング                        |                |
| 富山県                           | 北日本放送     | 毎週水曜日10:50 - 10:59 | とれたてワイド朝生!                      | 2013年4月開始  |
| 石川県                           | 北陸放送       | 毎週水曜日14:07 - 14:16 | げつきんワイド!おいね★どいね             |                |
| 静岡県                           | 静岡放送       | 毎週火曜日10:45 - 10:54 | ほのぼのワイド 中村こずえのsmile for You |                |
| 中京広域圏                       | 東海ラジオ     | 毎週金曜日16:10 - 16:19 | 安蒜豊三 夕焼けナビ                      |                |
| 岐阜県                           | 岐阜放送       | 毎週木曜日14:30 - 14:39 | 月〜金ラヂオ 2時6時                      |                |
| 京都府・滋賀県                   | KBS京都        | 毎週金曜日10:40 - 10:49 | 妹尾和夫のパラダイスKyoto                |                |
| 兵庫県                           | ラジオ関西     | 毎週金曜日14:45 - 14:54 | 原田伸郎 のびのび金ようび                |                |
| 東京都世田谷区                   | エフエム世田谷 | 毎週火曜日10:30 - 10:39 | 栗原美季 Cafe les R                      | 2005年12月開始 |
| 東京都葛飾区                     | かつしかFM     | 毎週金曜日11:15 - 11:25 | IgaraShinoKin                            | 2005年12月開始 |

※ それ以外は2005年4月から。